# Letícia Sabatella
Letícia Sabatella (Belo Horizonte, 1972. március 8. –) brazil színész, emberi jogi aktivista és televíziós színész. Kétéves korában költözött családjával Itajubába.

## Televíziós munkái
- 1991 - Os Homens Querem Paz
- 1991 - O Dono do Mundo - Thaís
- 1993 - Agosto - Salete
- 1994 - 74.5 - Uma Onda no Ar - Luiza
- 1995 - Irmãos Coragem - Maria de Lara, Diana e Márcia
- 1996 - Caça Talentos - Flora
- 1996 - Você Decide - Bárbara
- 1998 - Torre de Babel - Celeste
- 1999 - A Turma do Pererê
- 1999 - Você Decide
- 2000 - A Muralha - Ana Cardoso
- 2001 - Os Maias
- 2001 - Porto dos Milagres - Arlete
- 2001 - El clon - Latiffa Rachid
- 2004 - Um Só Coração - Maria Luísa Sousa Borba
- 2005 - Hoje É Dia de Maria - Maria
- 2005 - Hoje É Dia de Maria 2 - Alonsa / Rosicler / Asmodeia
- 2006 - JK - Marisa Soares
- 2006 - Páginas de la vida - Irmã Lavínia
- 2007 - Deseo Prohibido - Ana Fernandes
- 2008 - Som Brasil - Se
- 2009 - Caminho das Índias - Yvone Magalhães
- 2009 - Episódio Especial - Se
- 2010 - Afinal, o Que Querem as Mulheres? - Flanneur
- 2011 - Chico Xavier - Maria
- 2012 - As Brasileiras - Monique
- 2012 - Guerra dos Sexos - Angelina
- 2013 - Sangue Bom - Verônica Vasquez / Palmira Valente

### Filmszerepei
- 1994 - Dente por Dente
- 1997 - Decisão - Laura
- 1998 - Bela Donna - Dona Benta
- 1999 - O Tronco - Anastácia
- 2001 - O Xangô de Baker Street - Esperidiana
- 2002 - Durval Discos - Célia
- 2003 - Chatô, O Rei do Brasil
- 2006 - Vestido de Noiva - Lúcia
- 2007 - Não por Acaso - Lúcia
- 2008 - Romance - Ana
- 2008 - Hotxuá - Diretora
- 2009 - Flordelis - Basta uma Palavra para Mudar - Eliane
- 2010 - Chico Xavier - Maria
- 2010 - Amazônia Caruana - Zezé
- 2011 - Circular - Cristina
- 2013 - The Mother War - Anita Garibaldi